# Pseudonapomyza confusa
Pseudonapomyza confusa este o specie de muște din genul Pseudonapomyza, familia Agromyzidae, descrisă de Zlobin în anul 1993. Conform Catalogue of Life specia Pseudonapomyza confusa nu are subspecii cunoscute.